# Tino Schwierzina

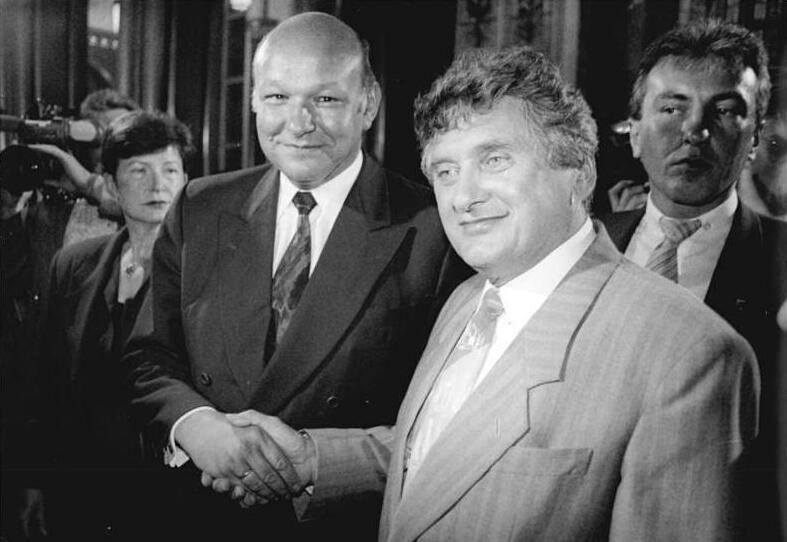
Schwierzina mit dem West-Berliner Bürgermeister Walter Momper (links) bei der Kommunalwahl 1990

Tino Antoni Schwierzina (* 30. Mai 1927 in Królewska Huta (Königshütte), Autonome Woiwodschaft Schlesien, Polen; † 29. Dezember 2003 in Berlin) war ein deutscher Politiker (SPD). Er war Oberbürgermeister von Ost-Berlin.

## Leben
Der Sohn eines Arztes besuchte ab 1933 in Magdeburg die Schule, wurde 1944 zur Wehrmacht eingezogen und war von 1945 bis 1948 in amerikanischer Kriegsgefangenschaft. Nach dem Abitur nahm er 1948 ein Jurastudium auf und war ab 1952 als Justitiar in der DDR tätig. Im Jahr 1963 erhielt Schwierzina wegen „Beihilfe zum ungesetzlichen Grenzübertritt“ eine Bewährungsstrafe von sechs Monaten, fünf Jahre später schied er wegen Invalidität aus dem Berufsleben aus.

## Politik
Im Jahr 1989 gehörte er zu den Gründungsmitgliedern der Sozialdemokratischen Partei in der DDR (SDP) und war Mitglied des Landesvorstandes.
Am 6. Mai 1990 wurde Schwierzina in die Ost-Berliner Stadtverordnetenversammlung gewählt. Vom 30. Mai 1990 bis zum 11. Januar 1991 war er Oberbürgermeister von Ost-Berlin. Abgesehen von Thomas Krüger, der das Amt des Ost-Berliner Oberbürgermeisters noch kommissarisch vom 11. bis 24. Januar 1991 ausübte, war Schwierzina letzter Amtsinhaber. Gemäß Art. 16 des Einigungsvertrags bildete dabei der Magistrat Schwierzina vom 3. Oktober 1990 bis zum 24. Januar 1991 gemeinsam mit dem Senat Momper die Gesamt-Berliner Regierung. Schwierzina war damit vom 3. Oktober 1990 bis zum 11. Januar 1991 Co-Regierungschef Berlins neben Walter Momper.
Von Januar 1991 bis Oktober 1995 gehörte er dem Berliner Abgeordnetenhaus (12. Wahlperiode) an, wurde dort zum Vizepräsidenten gewählt und ging danach in den Ruhestand. Er wurde 1996 als Stadtältester von Berlin ausgezeichnet.

## Ehrungen

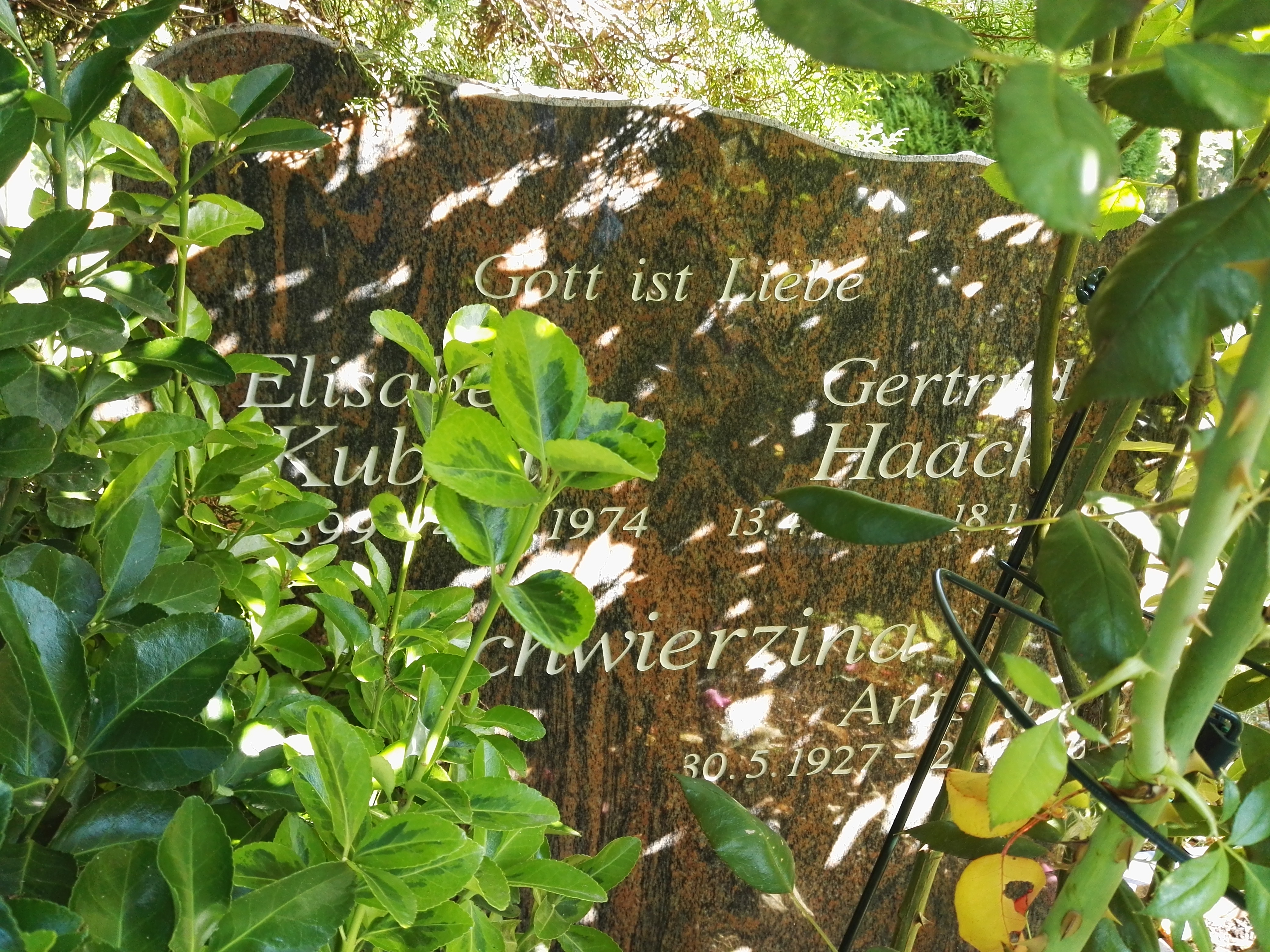
Grabstätte

Seit dem 2. Juni 2014 ist eine Straße in Berlin-Heinersdorf und eine Straßenbahnhaltestelle auf dieser Straße nach Schwierzina benannt. Er ist auf dem St.-Hedwig-Friedhof II in Berlin-Weißensee bestattet. Sein Grab ist als Ehrengrab der Stadt Berlin gewidmet.